# Philiae
PHILIAE, [ ˈfiːlˌjaː], ist eine 1999 gegründete deutsche Progressive-Rock-Band aus Hamburg.

## Geschichte
Die Rockband Philiae wurde 1999 von dem Sänger und Gitarristen Chris Harms (a.k.a. Jane Doe) gegründet und innerhalb von wenigen Monaten durch den Keyboarder Patrick Debus, den Gitarristen Gidge, den Bassisten Ace und den Schlagzeuger Hangman komplettiert. Mitte 2000 nahm die Band eine erste Demo-CD mit dem Titel Demolition Christ in Franz Plazas „HomE-Studio“ in Hamburg auf. Kurz darauf verließ Gidge die Band und wurde zunächst durch „K“ und später durch Pinky ersetzt. Nach den ersten Konzerten fiel die Band während der Planungsphase für ein erstes Album auseinander.
Chris Harms trennte sich von dem damaligen Management und entschied sich Anfang 2001 für eine Neugründung, gemeinsam mit dem neuen Schlagzeuger Julien Schmidt. Kurz darauf kamen der Bassist Alex Frank und der Gitarrist John Keffer hinzu.
Die Band entwickelte sich schnell zu einem Geheimtipp im Underground der deutschen Rock-Szene. Bereits mit ihrem ersten Album Scapegod, das 2003 auf den Markt kam, konnten Philiae von Seiten der einschlägigen Fachpresse eine Menge Vorschusslorbeeren ernten. So ist unter anderem in einem Artikel des Chefredakteurs der Zillo zu lesen, dass „…PHILIAE sehr schnell sehr groß werden müssten, sollte es noch Gerechtigkeit in der Musikindustrie geben.“
Auf die Platte folgten zahlreiche Konzerte, unter anderem das Festival Zillo auf der Loreley-Bühne, sowie 2004 die erste Tour durch Deutschland und Dänemark zusammen mit der dänischen Band Salida. Während dieser Phase schrieben Philiae an ihrem zweiten Album Propaganda.
Anfang 2005 nahm Guido Maria Kober den Platz als neuer Sänger der Band ein, nachdem Harms über künstlerische Differenzen seinen Ausstieg erklärt hatte. Außerdem wurde der ehemalige Keyboarder Patrick Debus, der seit der Veröffentlichung des Albums Scapegod für die visuelle Umsetzung des Projektes verantwortlich war, erneut fest in die Bandbesetzung integriert.
Anfang 2006 veröffentlichte Philiae eine EP mit dem Titel The Dawn of a New Error. Neben drei Liedern vom folgenden, zweiten Album Propaganda, sowie dem Stück Copy findet sich auch das Video zu This Is the Dawn of a New Error auf der EP, das von der Band und hier im Besonderen Patrick Debus selbst erstellt wurde. Erneut folgten sehr gute Kritiken.
Das ganze Jahr 2006 hindurch verbrachten Philiae mit der Arbeit am Album Propaganda, welches im Juni 2007 in Kooperation mit Abandon Records auf dem eigenen Label Philiae Records veröffentlicht wird. Die Produktion wurde fast vollständig von Alex Frank (Bassist und einer der Songwriter) realisiert. Im Mix arbeitete dieser mit Olman Viper in dessen Hertzwerk/nullzwei Studios zusammen.
Propaganda wurde das bis dato erfolgreichste Philiae-Album. Im Zuge der hervorragenden Presse spielte Philiae quer durch Deutschland Konzerte und traten als Vorgruppe unter anderem von Jesus on Extasy sowie Die Krupps auf.

## Diskografie
- 2003: Scapegod (Album)
- 2004: ScapegodVision (DVD)
- 2006: The Dawn of a New Error (EP)
- 2007: Propaganda (Album)